# Nekrolog 1476
Nekrolog
◄◄
| ◄
| 1472
| 1473
| 1474
| 1475
| 1476 | 1477 | 1478 | 1479 | 1480 | ► | ►►
Weitere Ereignisse | Allgemeiner Nekrolog 1476
Die Beschreibung der verstorbenen Person sollte so kurz wie möglich gehalten sein und nur deren signifikante Tätigkeit(en) enthalten.
Neue Namen ggf. auch unter dem Geburts- und Sterbedatum, also etwa unter 1. Januar und im Geburts- und Sterbejahr (2024) eintragen (nur bei entsprechender großer Wichtigkeit). Für Beispiele siehe die schon vorhandenen Artikel.
Außerdem über die fünf zuletzt Verstorbenen, zu denen es einen ausreichend guten Artikel für eine Präsentation auf der Hauptseite gibt, nach der todesbedingten Überarbeitung der Artikel ggf. auch unter Wikipedia Diskussion:Hauptseite informieren und sie am besten auch in den anderen Wikipedia-Sprachversionen eintragen. Tipp: Regelmäßig bei news.google.de nach „ist tot“, „gestorben“ oder „verstorben“ suchen.
Wenn eine Person gestorben ist, gibt es viele Seiten zu dieser Person in der Wikipedia, die davon auch betroffen sind und entsprechend aktualisiert werden müssen. Beispiele: Namenübersichtsseite, Geburtsjahr, Geburtsort-Seiten und viele mehr.
Wie finde ich die betroffenen Seiten?
Im Suchfeld auf der linken Seite gibt man den Suchbegriff so ein: „Vorname Nachname“. Dann klickt man auf Volltext und alle Seiten mit entsprechendem Suchtext werden aufgerufen. Hier sieht man dann schnell, wo auch das Todesjahr Sinn macht oder sogar ein Teil des Artikels angepasst werden muss. Auch hilft das „Werkzeug“ auf der linken Seite sehr gut, um solche Seiten aufzufinden: „Links auf diese Seite“. Somit ist die Wikipedia wieder aktuell in allen Bereichen! Hinweis: bei Eintragung der Kategorie „Gestorben JAHR“ wird der Missbrauchsfilter 49 ausgelöst, was jedoch nicht schlimm ist. Siehe: Spezial:Missbrauchsfilter/49
Dies ist eine Liste von im Jahr 1476 verstorbenen bekannten Persönlichkeiten. Die Einträge erfolgen innerhalb der einzelnen Daten alphabetisch sortiert. Tiere sind im Nekrolog für Tiere zu finden.

## Januar
| Tag        | Name                             | Beruf, bekannt als           | Alter | Beleg |
| ---------- | -------------------------------- | ---------------------------- | ----- | ----- |
| 14. Januar | John Mowbray, 4. Duke of Norfolk | englischer Adliger           |       |       |
| Januar     | Anne of York                     | Tochter Richard Plantagenets | 36    |       |

## Februar
| Tag         | Name                | Beruf, bekannt als                          | Alter | Beleg |
| ----------- | ------------------- | ------------------------------------------- | ----- | ----- |
| 10. Februar | Katharina von Kleve | Herzogin von Geldern und Gräfin von Zutphen | 58    |       |
| 22. Februar | Heinrich XI.        | Herzog von Glogau, Crossen und Freystadt    |       |       |
| 23. Februar | Pietro Mocenigo     | Doge von Venedig (1474–1476)                |       |       |

## März
| Tag      | Name                         | Beruf, bekannt als                                                              | Alter | Beleg |
| -------- | ---------------------------- | ------------------------------------------------------------------------------- | ----- | ----- |
| 2. März  | Louis de Chalon-Châtel-Guyon | ältester Sohn des Fürsten von Orange; Vertrauter Karls des Kühnen               |       |       |
| 10. März | Simon de Lalaing             | Kämmerer und Gouverneur der Herzöge von Burgund                                 |       |       |
| 14. März | Lambert Witinghof            | deutscher Hochschullehrer, Rektor der Universität Rostock und Domherr in Lübeck |       |       |

## April
| Tag               | Name                        | Beruf, bekannt als                                | Alter | Beleg |
| ----------------- | --------------------------- | ------------------------------------------------- | ----- | ----- |
| 1. April          | Matthias von Kemnat         | deutscher Historiker und Humanist                 |       |       |
| 12. April         | Dietrich III. von Schönberg | Bischof von Meißen                                |       |       |
| vor dem 17. April | Arnold Pannartz             | Buchdrucker in Subiaco und Rom                    |       |       |
| 26. April         | Simonetta Vespucci          | Geliebte von Giuliano di Piero de’ Medici, Modell | 23    |       |
| 29. April         | Elisabeth von Württemberg   | Gräfin von Werdenberg                             |       |       |

## Mai
| Tag     | Name                 | Beruf, bekannt als                                                  | Alter | Beleg |
| ------- | -------------------- | ------------------------------------------------------------------- | ----- | ----- |
| 5. Mai  | Bartolomeo Roverella | Kardinal der römisch-katholischen Kirche und Erzbischof von Ravenna |       |       |
| 6. Mai  | Kaspar Mettelbach    | deutscher Bürgermeister der Reichsstadt Heilbronn                   |       |       |
| 16. Mai | Lubbe Onneken        | ostfriesischer Häuptling zu Kniphausen                              |       |       |
| 20. Mai | Johann IV. Tulbeck   | Fürstbischof von Freising                                           |       |       |

## Juni
| Tag      | Name                     | Beruf, bekannt als                                          | Alter | Beleg |
| -------- | ------------------------ | ----------------------------------------------------------- | ----- | ----- |
| 8. Juni  | George Neville           | Lordkanzler von England, Erzbischof von York                |       |       |
| 8. Juni  | Giovanni Battista Orsini | Großmeister der Johanniter                                  |       |       |
| 22. Juni | Johann                   | Graf von Marle und Soissons und burgundischer Truppenführer |       |       |

## Juli
| Tag              | Name                                | Beruf, bekannt als                                                 | Alter | Beleg |
| ---------------- | ----------------------------------- | ------------------------------------------------------------------ | ----- | ----- |
| 3. Juli          | Nikolaus I.                         | Herzog von Oppeln, Falkenberg und Strehlitz, Herr auf Klein Glogau |       |       |
| 6. Juli          | Regiomontanus                       | Mathematiker und Astronom des Spätmittelalters                     | 40    |       |
| 18. Juli         | Filippo Calandrini                  | Kardinal und Erzbischof von Bologna                                | 73    |       |
| 19. Juli         | Hans Böhm                           | Prediger, „Pauker von Niklashausen“                                |       |       |
| 19. Juli         | Pierfrancesco de’ Medici der Ältere | italienischer Bankier                                              |       |       |
| vor dem 24. Juli | Konrad Sweynheym                    | Buchdrucker in Subiaco und Rom                                     |       |       |

## August
| Tag        | Name                  | Beruf, bekannt als                                | Alter | Beleg |
| ---------- | --------------------- | ------------------------------------------------- | ----- | ----- |
| 11. August | Heinrich Blarer       | Konstanzer Handelsherr und Patrizier              |       |       |
| 23. August | Katharina von Sachsen | Kurfürstin von Brandenburg                        |       |       |
| 27. August | Johannes Knuß         | vierter Abt der späteren Reichsabtei Ochsenhausen |       |       |

## September
| Tag           | Name                                                  | Beruf, bekannt als                                                     | Alter | Beleg |
| ------------- | ----------------------------------------------------- | ---------------------------------------------------------------------- | ----- | ----- |
| 8. September  | Johann II.                                            | Herzog von Alençon und Graf von Le Perche                              | 67    |       |
| 20. September | Wolfgang III. Kämmerer von Worms, genannt von Dalberg | deutscher Ritter, Hofmarschall des pfälzischen Kurfürsten Friedrich I. | 50    |       |

## Dezember
| Tag          | Name                                   | Beruf, bekannt als                               | Alter | Beleg |
| ------------ | -------------------------------------- | ------------------------------------------------ | ----- | ----- |
| 1. Dezember  | Agnes von Burgund                      | Herzogin von Bourbon                             |       |       |
| 4. Dezember  | Zdenko von Sternberg                   | böhmischer Adliger, Diplomat und Politiker       |       |       |
| 12. Dezember | Friedrich I.                           | Kurfürst von der Pfalz                           | 51    |       |
| 22. Dezember | Isabella Neville                       | Tochter von Richard Neville, 16. Earl of Warwick | 25    |       |
| 26. Dezember | Galeazzo Maria Sforza                  | Herzog von Mailand                               | 32    |       |
| Dezember     | Johann Manuel von Portugal und Vilhena | Bischof von Guarda                               |       |       |

## Datum unbekannt
| Tag | Name                           | Beruf, bekannt als                                                   | Alter | Beleg |
| --- | ------------------------------ | -------------------------------------------------------------------- | ----- | ----- |
|     | Zanetto Bugatto                | italienischer Maler                                                  |       |       |
|     | Johannes Erler                 | Titularbischof von Gardar, Weihbischof in Meißen sowie Breslau       |       |       |
|     | Hans von Flachslanden          | Bürgermeister von Basel (1454–1463)                                  |       |       |
|     | John Fortescue                 | englischer politischer Schriftsteller                                |       |       |
|     | Fritz Grawert                  | Ratsherr der Hansestadt Lübeck                                       |       |       |
|     | Johann Hertze                  | deutscher Rechtswissenschaftler und Ratsherr der Hansestadt Lübeck   |       |       |
|     | Bilgeri von Heudorf            | deutscher Adliger                                                    |       |       |
|     | Ludwig von Kosiack             | krainerischer Ritter                                                 |       |       |
|     | Reinhard von Weilnau           | Fürstabt von Fulda                                                   |       |       |
|     | Amé II. de Sarrebruck-Commercy | Seigneur de Commercy und Graf von Braine                             |       |       |
|     | Bosio Sforza                   | Graf von San Fiora, Graf von Cotiognola, Signore von Castell'Arguato |       |       |
|     | Hermann Sundesbeke             | Ratsherr der Hansestadt Lübeck                                       |       |       |
|     | Heinrich Vriese                | Priester und Generalvikar in Köln                                    |       |       |